# Athlétisme aux Jeux du Pacifique de 2011
Navigation
2007 Édition suivante
Les épreuves d'athlétisme des Jeux du Pacifique de 2011 se déroulent du 3 au 10 septembre 2011 au Stade Numa-Daly de Nouméa, en Nouvelle-Calédonie. L'épreuve du lancer du marteau est au Mont-Dore. Enfin, il y a quatre épreuves handisport : 100 mètres, les lancers du poids et du javelot pour les hommes et le lancer du poids pour les femmes.

## Résultats

### Hommes
| Épreuves                     | Or                                                                          | Argent                                                                                       | Bronze                                                                              |
| ---------------------------- | --------------------------------------------------------------------------- | -------------------------------------------------------------------------------------------- | ----------------------------------------------------------------------------------- |
| 100 m Vent :                 | Banuve Tabakaucoro 10 s 52                                                  | Paul Zongo 10 s 80                                                                           | Ruwan Gunasinghe 10 s 88                                                            |
| 200 m Vent :                 | Banuve Tabakaucoro 21 s 18                                                  | Nelson Stone 21 s 59                                                                         | Isikeli Rokowaqa 22 s 09                                                            |
| 400 m                        | Nelson Stone 47 s 48                                                        | Ratutira Narara 48 s 19                                                                      | John Rivan 48 s 35                                                                  |
| 800 m                        | Adrien Kela 1 min 54 s 12                                                   | Arnold Mol Sorina 1 min 55 s 14                                                              | Kevin Kapmatana 1 min 56 s 22                                                       |
| 1 500 m                      | Adrien Kela 4 min 01 s 54                                                   | Derek Mandell 4 min 02 s 95                                                                  | Cédric Oblet 4 min 03 s 19                                                          |
| 5 000 m                      | Nordine Benfodda 15 min 22 s 46                                             | Frédéric Burquier 15 min 36 s 73                                                             | Audric Lucini 15 min 48 s 58                                                        |
| 10 000 m                     | Nordine Benfodda 32 min 08 s 28                                             | Georges Richmond 32 min 25 s 51                                                              | Thomas Prono 32 min 25 s 52                                                         |
| Marathon                     | Georges Richmond 2 h 31 min 09 s                                            | Frédéric Burquier 2 h 33 min 37 s                                                            | Patrick Vernay 2 h 40 min 39 s                                                      |
| 110 m haies Vent :           | Mowen Boino 14 s 95                                                         | Christopher Leroy 15 s 64                                                                    | Xavier Fenuafanote 15 s 90                                                          |
| 400 m haies                  | Mowen Boino 50 s 96                                                         | Simon Thieury 51 s 87                                                                        | Roy Ravana 52 s 95                                                                  |
| 3 000 m steeple              | Théo Houdret 9 min 49 s 30                                                  | Sapolai Yao 9 min 53 s 33                                                                    | Skéné Kiage 9 min 55 s 90                                                           |
| 4 × 100 m                    | Fidji Eugene Vollmer Roy Ravana Beniamino Maravu Banuve Tabakaucoro 41 s 25 | Papouasie-Nouvelle-Guinée Kupun Wisil Nelson Stone Regina Worealevi Ruwan Gunasinghe 41 s 47 | Nouvelle-Calédonie David Alexandrine Frédéric Erin Kainric Ozoux Paul Zongo 41 s 52 |
| 4 × 400 m                    | Papouasie-Nouvelle-Guinée Mowen Boino Nelson Stone 3 min 12 s 34            | Fidji 3 min 12 s 75                                                                          | Vanuatu 3 min 13 s 94                                                               |
| Saut en hauteur              | Ogun Robert 2,06 m                                                          | Isikeli Waqa 2,01 m                                                                          | David Jessem 1,97 m                                                                 |
| Saut à la perche             | Éric Reuillard 5,00 m                                                       | Laurent Honoré 4,20 m                                                                        | Jean-Bernard Harper 4,00 m                                                          |
| Saut en longueur             | Frédéric Erin 8,12 m                                                        | Raihau Maiau 7,54 m                                                                          | Eugene Vollmer 7,25 m                                                               |
| Triple saut                  | Frédéric Erin 16,10 m                                                       | Eugene Vollmer 15,67 m                                                                       | Kainric Ozoux 14,54 m                                                               |
| Lancer du poids              | Tumatai Dauphin 18,93 m                                                     | Emanuele Fuamatu 18,11 m                                                                     | Shaka Sola 16,17 m                                                                  |
| Lancer du disque             | Bertrand Vili 54,12 m                                                       | Aukusitino Hoatau 47,07 m                                                                    | Frédéric Kiteau 46,26 m                                                             |
| Lancer du marteau            | Tomasi Toto 57,81 m                                                         | Erwan Cassier 55,11 m                                                                        | Eutesio Toto 54,20 m                                                                |
| Lancer du javelot            | Leslie Copeland 78,41 m                                                     | Vahaafenua Tipotio 65,92 m                                                                   | Sosefo Hega Panuve 64,11 m                                                          |
| Décathlon                    | Éric Reuillard 6 232 pts                                                    | Lilian Garcon 5 443 pts                                                                      | Lars Fa'Apoi 5 334 pts                                                              |
| 100 m handisport             | Francis Kompaon 11 s 32                                                     | Ranjesh Prakash 12 s 67                                                                      | Elias Larry 12 s 88                                                                 |
| Lancer du javelot handisport | Tony Aloisio To Falelavaki 55,46 m                                          | Thierry Washetine 41,12 m                                                                    | Yves Mavaetau 41,40 m                                                               |
| Lancer du poids handisport   | Thierry Cibone 10,90 m                                                      | Jean-Pierre Talatini 10,12 m                                                                 | Pasilione Tafilagi 11,13 m                                                          |

### Femmes
| Épreuves                   | Or                                                                                         | Argent                                                                                    | Bronze                                                                                     |
| -------------------------- | ------------------------------------------------------------------------------------------ | ----------------------------------------------------------------------------------------- | ------------------------------------------------------------------------------------------ |
| 100 m Vent :               | Toea Wisil 11 s 96                                                                         | Paulini Korowaqa 12 s 31                                                                  | Sisilia Seavula 12 s 36                                                                    |
| 200 m Vent :               | Toea Wisil 24 s 61                                                                         | Paulini Korowaqa 25 s 37                                                                  | Venessa Waro 25 s 38                                                                       |
| 400 m                      | Toea Wisil 54 s 94                                                                         | Miriama Senokonoko 55 s 41                                                                | Salome Dell 55 s 91                                                                        |
| 800 m                      | Salome Dell 2 min 13 s 21                                                                  | Donna Koniel 2 min 16 s 80                                                                | Cécilia Kumalalamene 2 min 20 s 00                                                         |
| 1 500 m                    | Salome Dell 4 min 52 s 76                                                                  | Heiata Brinkfield 4 min 54 s 05                                                           | Mereseini Naidau 4 min 54 s 07                                                             |
| 5 000 m                    | Anne Beaufils 18 min 39 s 98                                                               | Mereseini Naidau 19 min 02 s 15                                                           | Sophie Gardon 19 min 07 s 98                                                               |
| 10 000 m                   | Anne Beaufils 39 min 22 s 08                                                               | Isabelle Oblet 39 min 47 s 85                                                             | Sophie Gardon 40 min 14 s 99                                                               |
| Marathon                   | Sophie Gardon 3 h 01 min 11 s                                                              | Erika Ellis 3 h 13 min 32 s                                                               | Odile Huon 3 h 29 min 50 s                                                                 |
| 100 m haies Vent : +1,3m/s | Sharon Kwarula 14 s 70                                                                     | Lucie Turpin 14 s 71                                                                      | Phoebe Wejime 15 s 17                                                                      |
| 400 m haies                | Betty Burua 1 min 00 s 39                                                                  | Sharon Kwarula 1 min 00 s 49                                                              | Donna Koniel 1 min 02 s 37                                                                 |
| 3 000 m steeple            | Heiata Brinkfield 11 min 07 s 55                                                           | Astrid Montuclard 11 min 37 s 39                                                          | Isabelle Oblet 11 min 53 s 96                                                              |
| 4 × 100 m                  | Papouasie-Nouvelle-Guinée Helen Philemon Toea Wisil Sharon Kwarula Venessa Waro 46 s 30    | Fidji Litiana Miller Paulini Korowaqa Miriama Senokonoko Sisilia Seavula 46 s 60          | Nouvelle-Calédonie Henricka Thomo Phoebe Wejieme Kamen Zongo Franceska Sauvageort 48 s 91  |
| 4 × 400 m                  | Papouasie-Nouvelle-Guinée Salome Dell Donna Koniel Sharon Kwarula Toea Wisil 3 min 45 s 32 | Fidji Paulini Korowaqa Danielle Alakija Sulian Gusuivalu Miriama Senokonoko 3 min 51 s 69 | Nouvelle-Calédonie Mondy Laigle Phoebe Wejieme Ifuja Chamoinri Peggy Paulmin 4 min 11 s 02 |
| Saut en hauteur            | Terani Kali Faremiro 1,63 m                                                                | Nellie Leslie 1,61 m                                                                      | Véronique Boyer 1,57 m                                                                     |
| Saut à la perche           | Ablavi Dogba Dolores 2,60 m                                                                | Mondy Laigle 2,55 m                                                                       | Lucie Tepea Teumere 2,60 m                                                                 |
| Saut en longueur           | Terani Kali Faremiro 5,66 m                                                                | Helen Philemon 5,46 m                                                                     | Lucie Turpin 5,42 m                                                                        |
| Triple saut                | Betty Burua 11,83 m                                                                        | Manuella Gavin 11,77 m                                                                    | Véronique Boyer 11,56 m                                                                    |
| Lancer du poids            | Ana Po Uhila 15,72 m                                                                       | Margaret Satupai 15,12 m                                                                  | Aimee Mailetoga 13,47 m                                                                    |
| Lancer du disque           | Margaret Satupai 52,05 m                                                                   | Ana Po'Uhila 48,22 m                                                                      | Bina Ramesh 45,48 m                                                                        |
| Lancer du marteau          | Elise Takosi 50,13 m                                                                       | Margaret Satupai 49,71 m                                                                  | Ana Po'Uhila 47,27 m                                                                       |
| Lancer du javelot          | Linda Selui 57,32 m                                                                        | Romina Ugatai 52,07 m                                                                     | Bina Ramesh 48,19 m                                                                        |
| Heptathlon                 | Terani Kali Faremiro 4 667 pts                                                             | Lucie Turpin 4 437 pts                                                                    | Soko Salaniqiqi 4 162 pts                                                                  |
| Lancer du poids handisport | Rose Vand2gou 9,90 m                                                                       | Rose Welepa 9,60 m                                                                        | Évelyne Tuitavake 9,00 m                                                                   |

## Tableau des médailles
| Rang | Nation                    | Or | Argent | Bronze | Total |
| ---- | ------------------------- | -- | ------ | ------ | ----- |
| 1    | Nouvelle-Calédonie        | 18 | 13     | 21     | 52    |
| 2    | Papouasie-Nouvelle-Guinée | 15 | 8      | 10     | 33    |
| 3    | Tahiti                    | 8  | 7      | 5      | 20    |
| 4    | Fidji                     | 4  | 11     | 6      | 21    |
| 5    | Wallis-et-Futuna          | 1  | 3      | 2      | 6     |
| 6    | Samoa                     | 1  | 3      | 1      | 5     |
| 7    | Tonga                     | 1  | 1      | 2      | 4     |
| 8    | Vanuatu                   | 0  | 1      | 1      | 2     |
| 9    | Guam                      | 0  | 1      | 0      | 1     |